# Eileen George
Margaret Eileen Stuart George (* 1. April 1899 in Moosomin; † 31. Juli 1998 in Vancouver, verheiratete Eileen Underhill) war eine kanadische Badmintonspielerin.

## Karriere
Eileen George war eine der bedeutendsten Badmintonspielerinnen in der Anfangsgeschichte dieser Sportart in Kanada. Sie gewann 1926 den kanadischen Mixedtitel und 1927 den Einzeltitel. 1929 war sie ebenso wie 1930 zweifach im Doppel und Mixed siegreich. 1931 siegte sie noch einmal mit ihrem späteren Ehemann Jack Underhill im Mixed.

## Erfolge im Badminton
| Saison | Veranstaltung                 | Disziplin   | Platz | Name                         |
| ------ | ----------------------------- | ----------- | ----- | ---------------------------- |
| 1926   | Kanada: Einzelmeisterschaften | Mixed       | 1     | Jack G. Muir / Eileen George |
| 1927   | Kanada: Einzelmeisterschaften | Dameneinzel | 1     | Eileen George                |
| 1929   | Kanada: Einzelmeisterschaften | Damendoppel | 1     | V. Milliner / E. George      |
| 1929   | Kanada: Einzelmeisterschaften | Mixed       | 1     | J. Underhill / E. George     |
| 1930   | Kanada: Einzelmeisterschaften | Damendoppel | 1     | J. Woodman / E. George       |
| 1930   | Kanada: Einzelmeisterschaften | Mixed       | 1     | J. Underhill / E. George     |
| 1931   | Kanada: Einzelmeisterschaften | Mixed       | 1     | J. Underhill / E. George     |